# Monticello, Minnesota
Monticello là một thành phố thuộc quận Wright, tiểu bang Minnesota, Hoa Kỳ. Năm 2010, dân số của thành phố này là 12759 người.

## Dân số
- Dân số năm 2000: 7868 người.
- Dân số năm 2010: 12759 người.